# Pico (teksteditor)
Pico (Pine composer) is een teksteditor voor Unix en Unix-achtige computersystemen. Het is geïntegreerd met de e-mailclients Pine en Alpine, die oorspronkelijk zijn ontworpen door het Office of Computing and Communications van de Universiteit van Washington.
Pico biedt geen ondersteuning voor het gelijktijdig werken met meerdere bestanden en kan niet zoeken en vervangen voor meerdere bestanden. Het kan ook geen gedeeltelijke tekst van het ene bestand naar het andere kopiëren (hoewel het wel mogelijk is om tekst in de editor in te lezen vanuit een heel bestand in de werkdirectory). Pico ondersteunt zoek- en vervangbewerkingen.
Ter vergelijking: sommige populaire Unix-teksteditors zoals vi en Emacs bieden een breder scala aan functies dan Pico; inclusief zoeken en vervangen met reguliere expressies en werken met meerdere bestanden tegelijk. Ter vergelijking: de eenvoud van Pico maakt hem geschikt voor beginners.
Een kloon van Pico genaamd nano, die deel uitmaakt van het GNU-project, werd ontwikkeld omdat de eerdere licentie van Pico onduidelijke herverdelingsvoorwaarden had. Nieuwere versies van Pico als onderdeel van Alpine worden vrijgegeven onder de Apache-licentie v2.0.

## Basiscommando's en navigatie
Pico heeft een aantal commando's om te bewerken. Pijltjestoetsen verplaatsen de cursor een teken op dat moment in de richting van de beweging. Het invoegen van een teken gebeurt door op de overeenkomstige tekentoets op het toetsenbord te drukken, terwijl het geven van opdrachten (zoals opslaan, spellingcontrole, uitlijnen, zoeken, etc.) wordt gedaan met behulp van een besturingstoets.
De CtrlT De opdracht wordt gebruikt voor spellingcontrole. De speller wordt gedefinieerd vanaf de opdrachtregel met de optie -s. Wanneer een persoon bestanden in verschillende talen schrijft, kan de speller worden ingesteld als een script dat samenwerkt met de gebruiker om de te controleren taal te selecteren.
De CtrlJ De opdracht wordt gebruikt om tekst links uit te lijnen. Tekst loopt door in elke regel van een alinea tot een limiet die is ingesteld met de optie -r op de opdrachtregel. Als er geen limiet is opgegeven in de opdrachtregel, wordt een standaardwaarde van 72 tekens per regel gebruikt. Deze limiet wordt gebruikt om lijnen terug te laten lopen tijdens de compositie en om tekst uit te vullen.
De CtrlJ De opdracht vult de tekst uit in de alinea waarop de cursor staat. 
Het bevel CtrlW CtrlU wordt gebruikt om het volledige bestand uit te lijnen. Als het uitlijnen niet correct of per ongeluk is uitgevoerd, kan deze ongedaan worden gemaakt door op de CtrlU te drukken onmiddellijk nadat de uitlijning is uitgevoerd.
De CtrlW De opdracht wordt gebruikt om naar tekst te zoeken. Zoeken gebeurt hoofdlettergevoelig. De opdracht zoeken en vervangen is niet standaard beschikbaar, maar moet worden ingeschakeld via de optie -b op de opdrachtregel.
U kunt zich binnen de editor verplaatsen met behulp van het toetsenbord met behulp van de pijltjestoetsen. Toetsen zoals ⇞ PgUp, of ⇟ PgDn, scrol de tekst omhoog of omlaag (respectievelijk naar het begin of het einde van het bestand). De commando's CtrlW CtrlY, en CtrlW CtrlV verplaatsen de cursor respectievelijk naar het begin of einde van het bestand, terwijl de commando's CtrlA en CtrlE verplaatsen de cursor naar het begin en het einde van de regel waarop de cursor staat.

## Opdrachtregelopties
Met de volgende opdrachtregelopties kunnen gebruikers Pico configureren voordat ze een bestand bewerken. Deze informatie kan worden verkregen door Pico te starten met de opdracht -h. Wanneer Pico wordt aangeroepen vanuit Pine of Alpine, kunnen sommige van de onderstaande opties worden geconfigureerd vanuit hun instellingenconfiguratiescherm door een specifieke functie in te schakelen of een variabele te configureren. Hieronder wordt aangegeven hoe u Pico vanaf de opdrachtregel configureert en hoe u het vanuit Alpine configureert. Mogelijke startargumenten voor de Pico-editor zijn:
| Opdrachtregelargument         | Betekenis                                                                    | Alpine-configuratieoptie                                         |
| ----------------------------- | ---------------------------------------------------------------------------- | ---------------------------------------------------------------- |
| -e                            | Voltooid - sta bestandsnaamaanvulling toe                                    | [X] Tabbladaanvulling inschakelen (standaard ingeschakeld)       |
| -k                            | Knippen - laat ^K knippen van de cursorpositie tot het einde van de regel    | [X] Ctrl-K snijdt van cursor                                     |
| -A                            | ShowDot - toon dot-bestanden in bestandsbrowser                              | [X] Dot-bestanden inschakelen                                    |
| -J                            | Ga naar - sta de opdracht 'Ga naar' toe in de bestandsbrowser                | [X] Goto inschakelen in bestandsbrowser (standaard ingeschakeld) |
| -G                            | Tonen - toon cursor in bestandsbrowser                                       | [X] Toon cursor                                                  |
| -M                            | Muis - schakel muisondersteuning in                                          | [X] Muis inschakelen in Xterm                                    |
| -X                            | NoKeyhelp - onderdruk keyhelp                                                | [X] Sleutelmenu uitschakelen                                     |
| -P                            | PreserveStartStop - behoud "start"(^Q) en "stop"(^S) karakters               | [X] Begin-/stoptekens behouden                                   |
| -q Termdef                    | Wint - termcap of terminfo heeft voorrang op defaults                        | [X] Termdef heeft voorrang                                       |
| -Q <quotestr>                 | Stel aanhalingstekenreeks in (bijv. "> ") esp. voor het opstellen van e-mail | Antwoord Inspringtekenreeks =                                    |
| -D                            | Opnieuw binden - laat de delete-toets het huidige teken verwijderen          | [X] Sleuteltoewijzingen verwijderen met Ctrl-D                   |
| -F                            | Toetsen - geforceerd gebruik van functietoetsen                              |                                                                  |
| -B                            | Vervangen - sta zoeken en vervangen toe                                      | [X] Zoeken en vervangen inschakelen (standaard ingeschakeld)     |
| -H                            | Help - geef deze lijst met opties                                            |                                                                  |
| -r[#cols]                     | Opvullen - vul kolom in op #cols kolommen, standaard=72                      | Componist Wrap Kolom =                                           |
| -NS]                          | E-mail - informeer elke #s seconden over nieuwe e-mail, standaard=180        | Mailcontrole-interval =                                          |
| -s <speller>                  | Speller - specificeer alternatieve speller                                   | Speller=                                                         |
| -T                            | Afsluiten - speciale afsluitmodus inschakelen                                |                                                                  |
| -o <map>                      | Operatie - specificeer de operationele directory                             | Operationele Dir =                                               |
| -z                            | Suspend - sta gebruik van ^Z suspension toe                                  | [X] Onderbreken inschakelen                                      |
| -w                            | Geen terugloop - schakel tekstterugloop uit                                  |                                                                  |
| -W <woordseps>                | Stel andere woordscheidingstekens dan witruimte in                           | Componist Woordscheidingstekens =                                |
| -dcs <display_character_set>  | standaard gebruiktLANG ofLC_CTYPE uit de omgeving                            | Tekenset weergeven =                                             |
| -kcs <keyboard_character_set> | standaard ingesteld op display_character_set                                 | Toetsenbordtekenset =                                            |
| -syscs                        | gebruik door het systeem geleverde vertaalroutines                           | [X] Gebruik systeemvertaling                                     |
| +[regel#]                     | Lijn - begin op regel # regel, standaard = 1                                 |                                                                  |
| -v                            | Bekijken - bekijk bestand                                                    |                                                                  |
| -no_setlocale_collate         | doe nietsetlocale (LC_COLLATE)                                               | [X] Setlocale sorteren uitschakelen                              |
| -versie                       | Pico-versienummer                                                            |                                                                  |

Alle argumenten kunnen worden gevolgd door een bestandsnaam om te bewerken.
De opties -dcs, -kcs en -syscs zijn niet beschikbaar in de Windows-versie van Pico. De Windows-versie van Pico heeft echter ook vier opties (-cnf, -cnb, -crf, -crb) die niet beschikbaar zijn in unix-versies van Pico; elke optie is als volgt gedefinieerd: -cnf voor kleur voor normale voorgrond, -cnb voor kleur voor normale achtergrond, -crf voor kleur voor omgekeerde voorgrond en -crb voor kleur voor omgekeerde achtergrond. Hun mogelijke waarden zijn zwart, rood, groen, geel, blauw, magenta, cyaan en wit of een getal van drie cijfers, zoals 009, 064 of 137.